# Cobourg (Ontario)
Cobourg is een Canadese stad aan het Ontariomeer in Northumberland County. Cobourg ligt 75 km ten oosten van Toronto in de provincie Ontario en had in 2005 circa 18.000 inwoners.
Cobourg werd in 1798 als Amherst gesticht. In 1819 werd de naam gewijzigd in Cobourg in aandenken aan de bruiloft van kroonprinses Charlotte Augusta van Wales met Prins Leopold van Saksen-Coburg.
Sinds 1997 heeft Cobourg een stedenband met de Duitse stad Coburg. Daarnaast heeft Cobourg een stedenband met Tirana in Albanië.

## Geboren
- Marie Dressler (1868-1934), actrice